# Koh-e Keshni Khan
Der Koh-e Keshni Khan (auch Koh-i-Keshnikhan oder kurz: Keshnikhan) ist ein Berg im afghanischen Teil des Hindukusch.  

## Lage
Der Koh-e Keshni Khan hat eine Höhe von 6745 m (nach anderen Quellen 6760 m). Er befindet sich im so genannten Wachankorridor in der Provinz Badachschan im Nordosten von Afghanistan. Der Koh-e Keshni Khan ist einer der höchsten Berge, die sich vollständig innerhalb Afghanistans befinden. Der Berg ist 4,75 km vom Hindukusch-Hauptkamm und der pakistanischen Grenze entfernt. Der Noshak liegt 17,5 km südsüdwestlich vom Koh-e Keshni Khan.

## Besteigungsgeschichte
Der Koh-e Keshni Khan wurde am 27. Juli 1963 von den  Österreichern Sepp Kutschera und Werner Pongratz erstmals bestiegen. Am darauffolgenden Tag erreichten Alois Maier und Rainer Weiss den Gipfel.